# Nothofagus obliqua
Espèce
Classification phylogénétique
Nothofagus obliqua (Mirb.) Oerst. 1871), également appelé roble de Neuquén, roble pellín, coyán, hualle ou pellín, est un arbre à feuilles caduques qui prospère dans les forêts tempérées du Chili et de l'Argentine. Il pousse entre les 33 et 43° de latitude sud, au Chili depuis la Ve jusqu'à la Xe région, et en Argentine dans les parcs nationaux Nahuel Huapi, Lago Puelo et Los Alerces. Il atteint jusqu'à 50 mètres de hauteur et 2 m de diamètre. 
C'est un arbre qui croît dans des sols profonds et à basse altitude. Parfois il forme des bois purs, mais il est plus fréquemment associé avec des laurels et des 
lingue.
Son tronc est de couleur brun obscur et se divise progressivement en deux grandes branches 
principales.

## Notes et références

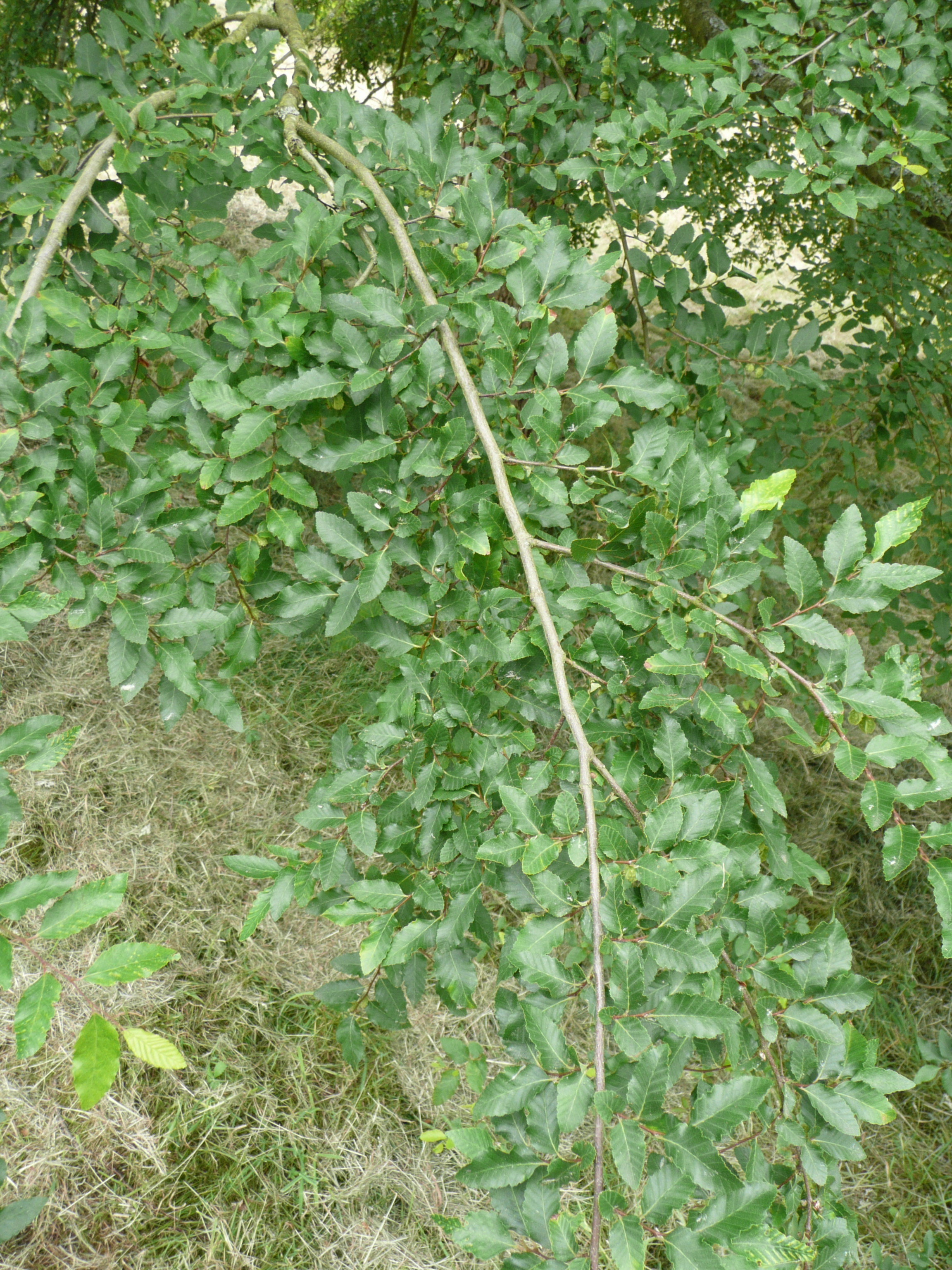
Feuillage